# Harpesaurus beccarii
Harpesaurus beccarii är en ödleart som beskrevs av  Giacomo Doria 1888. Harpesaurus beccarii ingår i släktet Harpesaurus och familjen agamer. Inga underarter finns listade i Catalogue of Life. Artepitet i det vetenskapliga namnet hedrar den italienska botanikern Odoardo Beccari.
Arten förekommer på Sumatra. Honor lägger ägg. Ödlan lever i bergstrakter vid cirka 1500 meter över havet. Exemplaren vistas i skogar och de är antagligen dagaktiva. Andra medlemmar av samma släkte hittas ofta på grenar med mossa. De har ett långsamt rörelsesätt.
Regionen där arten lever är ett skyddsområde. Trots allt fångas några exemplar och säljs som terrariedjur. Populationens storlek är okänd. IUCN listar arten med kunskapsbrist (DD).